# ボリス・パイチャーゼ・スタジアム
ボリス・パイチャーゼ・スタジアム（グルジア語: ბორის პაიჭაძის ეროვნული სტადიონი/ Boris Paitschadsis Erownuli Stadioni）は、ジョージアのトビリシにある多目的スタジアム。主にサッカー、ラグビーの会場として使用されている。スタジアムの名称であるボリス・パイチャーゼはこのスタジアムを本拠地とするFCディナモ・トビリシをかつて支えた選手である。

## 概要
1976年に完成。こけら落としの試合はディナモ・トビリシ対カーディフ・シティであった。このときは3対0でディナモが勝利した。1979年にはカップウィナーズカップのリヴァプール戦で11万人を動員した。
しかし2006年に全席個席化されたため、現在の収容人数は54,549人となっている。
2015 UEFAスーパーカップの会場として利用される予定である。